# Robin Irvine
Robin Irvine (21 de dezembro de 1901 – 28 de abril de 1933) foi um ator de cinema britânico. Foi casado com a atriz Ursula Jeans de 1931 até à sua morte.

## Filmografia selecionada
- The Secret Kingdom (1925)
- Downhill (1927)
- Land of Hope and Glory (1927)
- Confetti (1928)
- Easy Virtue (1928)
- The Rising Generation (1928)
- Young Woodley (1928)
- Palais de danse (1928)
- A Knight in London (1929)
- Mischievous Miss (1930)
- Keepers of Youth (1931)